# Eperezolid
Eperezolid ist ein Antibiotikum aus der Gruppe der Oxazolidinone. Es inhibiert die Proteinbiosynthese grampositiver Bakterien. Es ist besonders effektiv gegen Methicillin-resistente Staphylococcus aureus, Enterokokken und Streptokokken.

## Pharmakologie
Eperezolid hemmt zu einem sehr frühen Zeitpunkt des Initiationsschrittes die Proteinbiosynthese. Verschiedene Proteine (Initiationsfaktoren) lagern sich mit der t-RNA zu einem Initiationskomplex zusammen. Eperezolid stört die präzise Bildung dieses Komplexes; als Folge werden die Proteine nicht exprimiert. Die gramnegative Bakterienzellwand ist für Eperezolid weniger permeabel als die grampositive.